# Rue Victor-Hugo (Évreux)
Pour les articles homonymes, voir Rue Victor-Hugo.

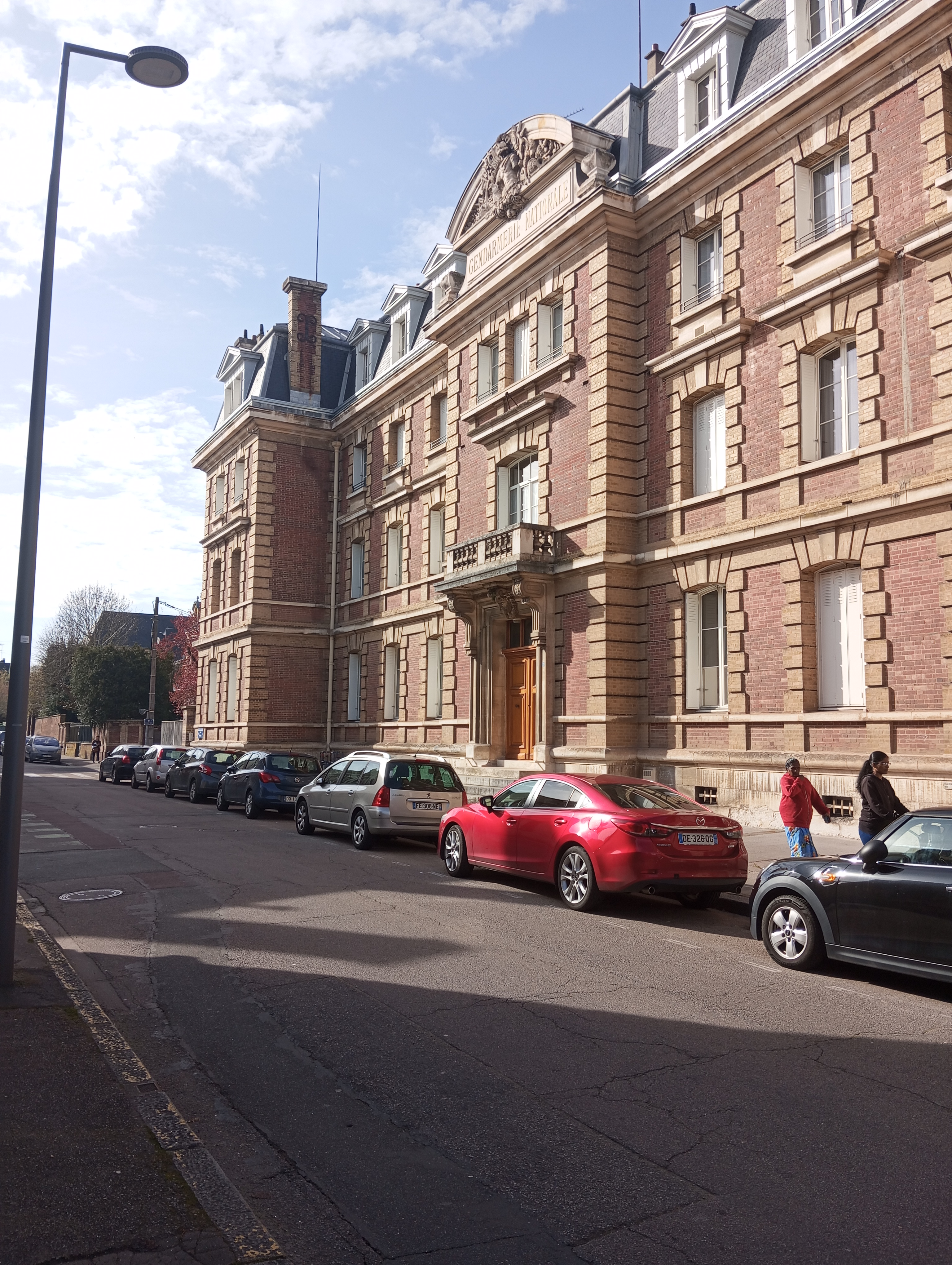
Façade de l'ancienne gendarmerie rue Victor-Hugo de la fin du XIXe siècle à Évreux quartier de Panettte

La rue Victor-Hugo est une des principale artère routière du quartier de Panette à Évreux dans l'Eure en Normandie en France. Cette rue aussi appelé rue de la Banque est célèbre pour ses maisons dans le style IIIe République et ses hôtels particuliers de la belle époque de 1900 à 1914.

## Origine du nom
La rue Victor-Hugo doit son nom à l’égérie de la IIIe République incessante: Victor Hugo, romancier et homme politique et auteur des Misérables. Auparavant appelée Boulevard Saint-Jean. Le quartier de Pannette fut longtemps un hameau dépendant de la ville d'Évreux, le choix de ce nom correspond au volonté des urbanistes de la fin du XIXe siècle,de construire une ville nouvelle vitrine du régime politique républicain distinct du centre-ville occupé avant les destructions de la Seconde Guerre mondiale de 1939 à 1945 par des maisons à colombage remontant au Moyen Âge et à l’Ancien Régime.

## Histoire

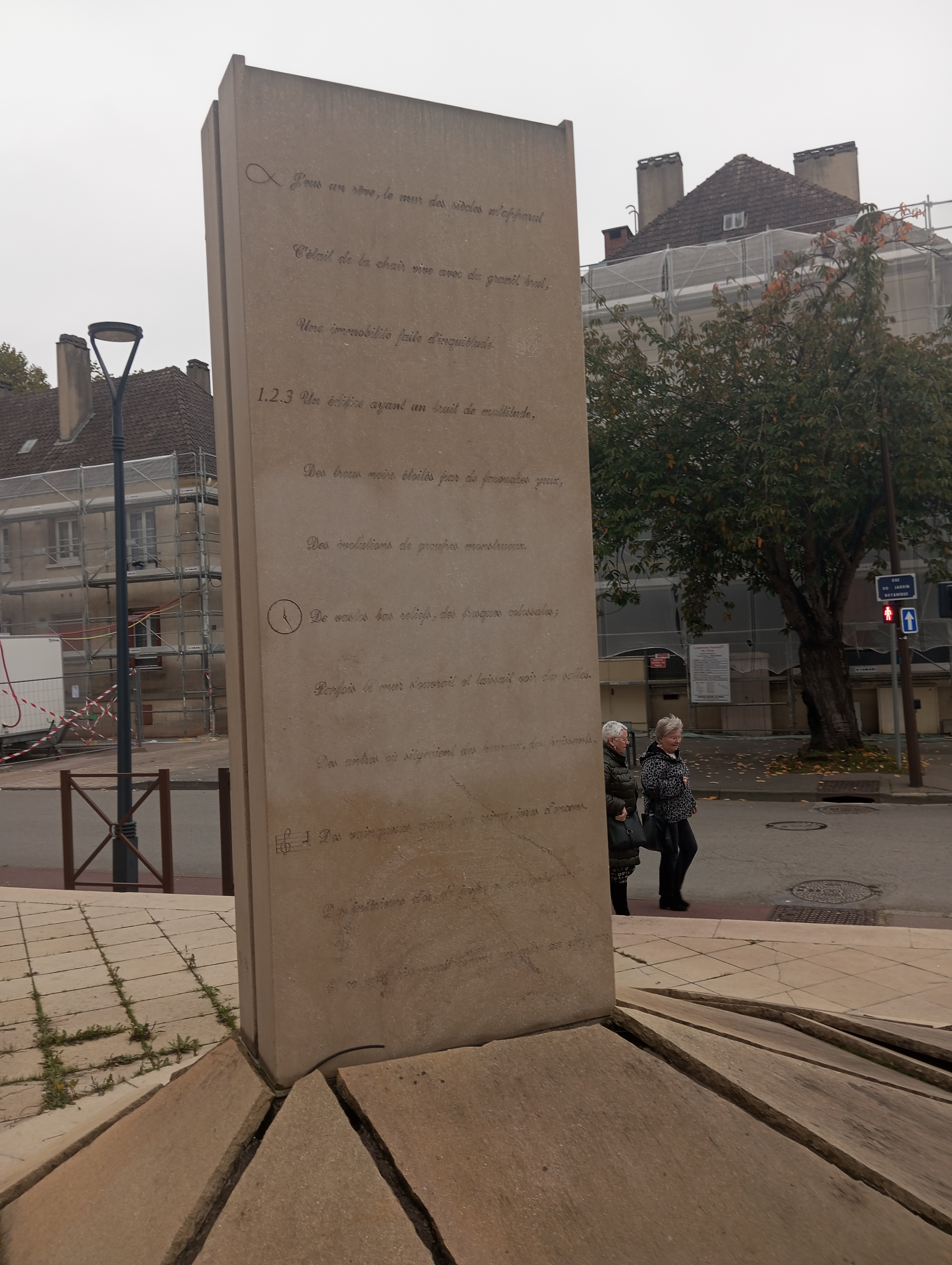
Stèle en l'honneur de Victor Hugo rue Victor-Hugo à Évreux

La rue Victor-Hugo fut percée en 1884, elle connait comme monument remarquable l'ancienne succursale de l'Eure de la Banque de France construite en 1894 et devenue après sa désaffectation 2024, un espace de coworking dans lequel pour des usages privés ou professionnelles nous pouvons louer des bureaux en fonction de la durée.

## Monuments
- Ancienne gendarmerie avec l’hôtel de la biche (aujourd’hui détruite, se situent place saint taurin)ou fut tourner le voleur de Louis Malle en 1967.
- Ancienne succursale de la Banque de France en brique rouge avec fronton néoclassique.
- École Victor-Hugo, caractérisée par son architecture des écoles publiques primaires de la fin du XIXe siècle